# Мало-Біганське родовище германію
Мало-Біганське родовище германію — єдине в Україні родовище германію знаходиться на ПдПдЗх околиці с. Мала Бігань Берегівського району, Закарпаття, в якому германій пов'язаний з енергетичним бурим вугіллям (лігнітом). 

## Характеристика
Середній вміст германію складає 142 г/т. Запаси сухого бурого вугілля категорій С1+С2 оцінено в 5,7 млн т. Теплота згоряння вугілля 3000—5000 ккал/кг робочого палива. Воно може спалюватись на Ужгородській ТЕЦ, а попіл спеціальними фільтрами і з нього вилучати германій.
На Запорізькому титано-магнієвому комбінаті працює сучасний цех-завод, який монопольно переробляв 80 % германієвої сировини СРСР.
Головними галузями споживання германію є оптичні волокна для зв'язку, (найголовніша), каталіз поліетиленфталатів, інфрачервона техніка, детектори випромінювань, напівпровідники для оптимальних режимів, медицина, металургія.
На державному рівні необхідність освоєння родовища підтверджена дорученням Президента та двома постановами Кабміну України.
Родовище розвідувалося в 1962—1967 рр. одночасно з Новіковським родовищем на о. Сахалін. Останнє знаходилося в більш вигідних інженерно-геологічних умовах — розроблялося кар'єром, з цієї причини розвідувальні роботи на М. Біганському родовищі були зупинені.
На даний момент завершується проект дорозвідки родовища, одночасно геологічна служба спільно з департаментом промполітики промполітики і Запоріжським титано-магнієвим комбінатом ведуть пошуки інвесторів.